# 4515 Khrennikov
4515 Khrennikov este un asteroid din centura principală, descoperit pe 28 septembrie 1973 de Nikolai Cernîh.